# الألعاب البارالمبية الشتوية 1980
الألعاب البارالمبية الشتوية 1980 هي النسخة الثانية من الألعاب البارالمبية بدأت في 1 فبراير وإنتهت في 7 فبراير 1976 في جيلو، النرويج بعد نجاح عرض المدينة في الحصول على شرف استضافة الألعاب البارلمبية، شارك 299 رياضي في منافسات هذه النسخة ومن 18 دولة. إحتلت ألنرويج الصدارة في ترتيب الميداليات بعد فوزها ب23 ميدالية ذهبية.